# François-Henri de Franquetot de Coigny
'François-Henri de Franquetot, II duca di Coigny (Parigi, 28 marzo 1737 – Parigi, 19 maggio 1821), è stato un nobile e generale francese, maresciallo di Francia, nipote di François de Franquetot de Coigny.

## Biografia
Figlio di Jean de Franquetot, marchese de Coigny, suo padre morì in duello nel 1748. François-Henri era quindi nipote di François de Franquetot, I duca di Coigny.
Entrato nei moschettieri all'età di quindici anni, fece le prime esperienze nella guerra dei sette anni. Brigadiere di cavalleria nel 1756, servì nell'Armata di Germania e prese parte alla conquista di Hannover (1757), quindi combatté ad Hastenbeck e a Minden. Passato nell'armata del conte di Clermont nel 1758, prese parte alla battaglia di Krefeld, così come alle azioni di Corbach e Warbourg (1760). Alla fine della campagna fu nominato maresciallo di campo e impiegato nell'Armata del Basso Reno, dove comandò svariate unità.
Colonnello generale dei Dragoni nel 1771, governatore di Cambrai (1773), fu impiegato nell'Armata di Bretagna e Normandia dal 1º giugno 1778 promosso quindi tenente generale (1º marzo 1780).
Fu nominato pari di Francia nel 1787, ed eletto deputato per la nobiltà di Caen agli Stati generali del 1789, durante la Rivoluzione francese. Nel 1791 scelse di emigrare nel per unirsi all'esercito realista, con cui partecipò ad operazioni controrivoluzionarie. Ebbe il comando della Maison militaire du Roi sino al suo scioglimento nel novembre 1792. Luigi XVIII gli affidò allora varie missioni diplomatiche. Passò quindi al servizio del Portogallo, dove ottenne il grado di capitano generale, grado equivalente a quello di maresciallo di Francia.
Rientrato in Francia con Luigi XVIII nel 1814 fu nominato nuovamente pari di Francia; seguì il sovrano a Gand durante i Cento Giorni, dopo i quali fu designato governatore dell'Hôtel des Invalides. Nel 1816 De Coigny fu nominato Maresciallo di Francia; morì cinque anni dopo.

## Matrimonio e figli
De Coigny sposò Marie Jeanne Olympe de Bonnevie, baronessa di Voulpaix, e da lei ebbe due figli:
- François Marie Casimir de Franquetot, marchese di Coigny (1756–1816), che sposò Louise Gabrielle de Conflans (1743–1825), figlia di Louis de Brienne de Conflans d'Armentières.[1]
- Jeanne-Françoise-Antoinette "Fanny" Franquetot de Coigny (1778–1807), sposò Horace Sébastiani (poi ministro degli esteri di Francia) nel 1806. Morì dando alla luce il proprio figlio a Costantinopoli nel 1807, alcuni giorni prima della deposizione di Selim III.[2]

## Ascendenza
|                                                  |                   |                                          | Genitori                                      |  |  | Nonni |  |  | Bisnonni                                       |  |  | Trisnonni                                |  |
|                                                  |                   |                                          |                                               |  |  |       |  |  | 8. Robert Jean Antoine de Franquetot de Coigny |  |  | 16. Jean Antoine de Franquetot de Coigny |  |
|                                                  |                   |                                          |                                               |  |  |       |  |  | 8. Robert Jean Antoine de Franquetot de Coigny |  |  | 16. Jean Antoine de Franquetot de Coigny |  |
|                                                  |                   | 17. Madeleine Patry                      |                                               |  |  |       |  |  | 8. Robert Jean Antoine de Franquetot de Coigny |  |  |                                          |  |
| 4. François de Franquetot de Coigny              |                   |                                          |                                               |  |  |       |  |  | 8. Robert Jean Antoine de Franquetot de Coigny |  |  |                                          |  |
|                                                  |                   | 9. Marie Françoise de Goyon de Matignon  | 18. François Goyon de Matignon                |  |  |       |  |  |                                                |  |  |                                          |  |
|                                                  |                   | 9. Marie Françoise de Goyon de Matignon  | 18. François Goyon de Matignon                |  |  |       |  |  |                                                |  |  |                                          |  |
|                                                  |                   | 9. Marie Françoise de Goyon de Matignon  | 19. Anne Malon de Bercy                       |  |  |       |  |  |                                                |  |  |                                          |  |
| 2. Jean Antoine François de Franquetot de Coigny |                   | 9. Marie Françoise de Goyon de Matignon  |                                               |  |  |       |  |  |                                                |  |  |                                          |  |
|                                                  |                   | 10. René II de Montbourcher du Bordage   | 20. René I de Montbourcher du Bordage         |  |  |       |  |  |                                                |  |  |                                          |  |
|                                                  |                   | 10. René II de Montbourcher du Bordage   | 20. René I de Montbourcher du Bordage         |  |  |       |  |  |                                                |  |  |                                          |  |
|                                                  |                   | 10. René II de Montbourcher du Bordage   | 21. Marthe Durcot                             |  |  |       |  |  |                                                |  |  |                                          |  |
| 5. Henriette de Montbourcher du Bordage          |                   | 10. René II de Montbourcher du Bordage   |                                               |  |  |       |  |  |                                                |  |  |                                          |  |
|                                                  |                   | 11. Élisabeth Goyon de La Moussaye       | 22. Amaury III Gouyon de La Moussaye          |  |  |       |  |  |                                                |  |  |                                          |  |
|                                                  |                   | 11. Élisabeth Goyon de La Moussaye       | 22. Amaury III Gouyon de La Moussaye          |  |  |       |  |  |                                                |  |  |                                          |  |
|                                                  |                   | 11. Élisabeth Goyon de La Moussaye       | 23. Henriette Catherine de La Tour d'Auvergne |  |  |       |  |  |                                                |  |  |                                          |  |
| 1. François-Henri de Franquetot de Coigny        |                   | 11. Élisabeth Goyon de La Moussaye       |                                               |  |  |       |  |  |                                                |  |  |                                          |  |
|                                                  | 12. Jean de Névet | 24. Jacques de Névet                     |                                               |  |  |       |  |  |                                                |  |  |                                          |  |
|                                                  | 12. Jean de Névet | 24. Jacques de Névet                     |                                               |  |  |       |  |  |                                                |  |  |                                          |  |
|                                                  | 12. Jean de Névet | 25. Françoise de Tréal                   |                                               |  |  |       |  |  |                                                |  |  |                                          |  |
| 6. Malo de Névet                                 | 12. Jean de Névet |                                          |                                               |  |  |       |  |  |                                                |  |  |                                          |  |
|                                                  |                   | 13. Bonaventure du Liscoët de Kergolleau | …                                             |  |  |       |  |  |                                                |  |  |                                          |  |
|                                                  |                   | 13. Bonaventure du Liscoët de Kergolleau | …                                             |  |  |       |  |  |                                                |  |  |                                          |  |
|                                                  |                   | 13. Bonaventure du Liscoët de Kergolleau | …                                             |  |  |       |  |  |                                                |  |  |                                          |  |
| 3. Thérèse Josèphe Corentine de Névet            |                   | 13. Bonaventure du Liscoët de Kergolleau |                                               |  |  |       |  |  |                                                |  |  |                                          |  |
|                                                  |                   | 14. René de Gouzillon                    | 28. René de Gouzillon                         |  |  |       |  |  |                                                |  |  |                                          |  |
|                                                  |                   | 14. René de Gouzillon                    | 28. René de Gouzillon                         |  |  |       |  |  |                                                |  |  |                                          |  |
|                                                  |                   | 14. René de Gouzillon                    | …                                             |  |  |       |  |  |                                                |  |  |                                          |  |
| 7. Corentine de Gouzillon                        |                   | 14. René de Gouzillon                    |                                               |  |  |       |  |  |                                                |  |  |                                          |  |
|                                                  |                   | …                                        | …                                             |  |  |       |  |  |                                                |  |  |                                          |  |
|                                                  |                   | …                                        | …                                             |  |  |       |  |  |                                                |  |  |                                          |  |
|                                                  |                   | …                                        | …                                             |  |  |       |  |  |                                                |  |  |                                          |  |
|                                                  |                   | …                                        |                                               |  |  |       |  |  |                                                |  |  |                                          |  |

## Araldica
| Stemma | Descrizione                                    | Blasonatura |
| \| \|  | François-Henri de Franquetot II duca di Coigny | Di rosso, alla fascia d'oro, caricata di tre stelle d'azzurro, accompagnata da tre crescenti del secondo. Ornamenti esteriori da duca e pari di Francia, maresciallo di Francia, cavaliere dell'Ordine dello Spirito Santo. |
|        |                                                | |